# 김기형 (축구 선수)
김기형(1977년 7월 10일 ~ )은 대한민국의 축구 선수이며, 포지션은 미드필더이다.